# Herb gminy Złotów
Herb gminy Złotów – symbol gminy Złotów, ustanowiony w 1999.

## Wygląd i symbolika
Herb przedstawia na tarczy dzielonej z lewa w skos w polu lewym czerwonym biały znak Rodła, natomiast w polu prawym białym trzy żółte kłosy zboża. Zboże nawiązuje do rolniczego charakteru gminy, a rodło do działalności Związku Polaków w Niemczech na terenie gminy.